# دی‌متیل اگزالات
دی‌متیل اگزالات (به انگلیسی: Dimethyl oxalate) یک ترکیب شیمیایی با شناسه پاب‌کم ۱۱۱۲۰ است. این ترکیب از پیوند دو متیل با آنیون اگزالات تولید می‌شود.